# Osman Vilović
Háfiz Osman Vilović (kolem 1870 Tuzla, osmanská říše – 1945 Tuzla, Nezávislý stát Chorvatsko/Demokratická federativní Jugoslávie) byl bosenskohercegovský a jugoslávský politik bosňáckého původu.

## Životopis
V rodném městě absolvoval Behram-begovu medresu, islámskou vyšší školu, nato v Sarajevu dokončil Šarí‘atskou soudní školu (1903). V Záhřebu studoval na právnické fakultě. Již v mladém věku se zapojil do politického života v rakousko-uherskem okupované Bosně a Hercegovině. Roku 1908 byl zvolen tuzlanským starostou na tomto postu setrval až do roku 1920, kdy přešel do celostátní politiky.
Po první světové válce se podílel na vzniku Jugoslávské muslimské organizace (JMO, 1919) a za tuto stranu byl zvolen do ústavodárného shromáždění Království Srbů, Chorvatů a Slovinců (1920). Brzy se však s touto stranou ve zlém rozešel a vstoupil do Národní radikální strany Nikoly Pašiće, vůdčího hnutí jugoslávského centralismu v srbských konturách. Ve čtvrté vládě Nikoly Pašiće od vzniku Království SHS krátce zastával post ministra obchodu a průmyslu (od 3. 3. 1922 do 16. 12. 1922), když nahradil Mehmeda Spaha, předsedu JMO. Roku 1922, kdy se členstvo JMO rozštěpilo na majoritní tábor autonomistů kolem Mehmeda Spaha a minoritních loajalistů, podpořil stávajícího předsedu a zastánce jugoslávského centralismu Ibrahim-efendiju Maglajliće. Maglajlić stranu opustil a založil Jugoslávskou muslimskou národní organizaci (JMNO), ve které Vilović zaujal post místopředsedy. Strana roku 1923 během parlamentních voleb utrpěla debakl a krátce nato prakticky zanikla.
Otevřeně podporoval zavedení královské diktatury roku 1929. Za tento svůj postoj byl odměněn úřadem vrchního šarí’atského soudce ve Skopji. V letech 1932–1936 pracoval jako tajemník Vrchního islámského stařešinstva v Bělehradě Islámského společenství Království Jugoslávie, jež bylo mezi lety 1930 a 1936 pod přímou kontrolou vlády. Vedle toho byl jmenován jugoslávským senátorem (9. 1. 1932–9. 1. 1938).
V první polovině 30. let měl blízko k bosenskosrbskému politikovi Milanu Srškićovi, který byl jistý čas jugoslávským ministrem spravedlnosti a nato i premiérem. Vilović byl od roku 1930 též členem Vakufsko-meárifské rady v Sarajevu, která spravovala majetek islámských nadací. Koncem třicátých let přehodnotil své politické postoje a roku 1939 se vyslovil pro autonomii Bosny a Hercegoviny, zejména s ohledem na její muslimské obyvatelstvo, poté co byla schválena tzv. Dohoda Cvetković–Maček.